# Quốc lộ 39 (Hàn Quốc)
Quốc lộ 39 (Tiếng Hàn: 국도 제 39호선, Gukdo Je Samsip-gu(39) Hoseon) là một đường quốc lộ ở Hàn Quốc. Nó nối Buyeo với Gongju, Asan, Hwaseong, Siheung, Bucheon, Seoul, Goyang, and Uijeongbu.